# 木下七海
木下 七海（きのした ななみ、1980年7月14日 - ）は、日本の元AV女優。
東京都出身。

## 作品

### アダルトビデオ
- PINK SPLIT（2000年1月31日、シャイ企画）
- Wet Dream（2000年2月1日、セクシア）
- 美顔フィニッシュ（2000年3月17日、セクシア）
- 愛液まみれの純情（2000年4月21日、シャイ企画）

### 写真集
- 2000年3月、バウハウス、撮影:西条彰仁

### 雑誌
- ザ・ベスト 2000年2月号
- ドクターピカソ 2000年1月号、3月号、5月号